# آسيا (مطربة)
تولاى كيشالان (بالتركية: Asya)‏ أو المعروفة باسم أسيا (24 فبراير 1965، اسكشهير)، مطربة تركية.

## قصة حياتها
في 24 فبراير 1965م ولدت آسيا للزوجين أحمد كيشالان وشينجان كيشالان. بدأت تعليمها الموسيقي أثناء دراستها الابتدائية، وتلقت التعليم الموسيقي في مركز التعليم الشعبي بأسكيشهير أثناء دراستها بالإعدادية، وبينما كانت تدرس في مدرسة أحمد كانتلي الثانوية بالأناضول، فقد حصلت على المركز الأول في مسابقة الموسيقى بالثانوية بالصحيفة القومية، وذلك عن عزفها وغنائها للموسيقى التركية الشعبية.

## حياتها المهنية
وقد قالت اسيا (انها لم يمكن أن تتوقف عن الغناء، وان الموسيقى هي واحدة من أكثر ثلاثة اشياء اهمية في حياتها، وانها دائمًا ستعمل للحفاظ على مكانتها الموسيقية، والتطوير من ادائها باستمرار). وبخصوص الموسيقى قالت أسيا ( ان الموسيقى تمثل لي حياة بأكملها، فهي احيانا من خمسة ألحان، واحيانا فهي تتكون من كلمة واحدة، وانها تنقل إليها عالم بأكملة، والعديد من الافكار المختلفة، والمرور بالأماكن العديدة، وأنها بالنسبة لها خليط من المشاعر المختلفة مثل السعادة، الحزن، السرور).

## عملها الموسيقي
بعد أن تخرجت من المدرسة الثانوية فقد بدأت حياتها الموسيقية في بودروم، وبعد ذلك فقد قامت بالاستمرار بحياتها الموسيقية في أنقرة، وقد قامت بموجب ذلك بأصدار أول ألبومتها باسم تولاى سايجن، والذي قامته بأنتاجه نيلوفير.
وقد قامت تولاى ساين التي بدأت عملها الموسيقي في بودروم، بالأنتقال إلى أنقرة بموجب عرض ألهان فيمان الموسيقية. وقد ظهرت في هذه الفترة لأول مرة على المسرح في العديد من الفنادق باللغة الأنجليزية، وذلك بغنائها مع المطربة أنجورا. وبالأضافة إلى ذلك فقد قامت بالظهور على المسرح مع مجموعة من النساء في العاصمة. في عام 1986م قامت بالعزف والغناء مع مجموعة أنجورا في برنامج الأطفال المعروض في تلفزيون تي ار تي بأنقرة يوم الأحد.
في الفترة التي استمرت فيها بالعمل الموسيقي في انقرة، قامت تولاى سايجن بالأنضام إلى نهائيات المسابقة التركية للأغنية العالمية، وانضمت لهذه المسابقة بأغنية (جولة في الزمان) بنهائي مسابقة الأغنية العالمية بتركيا التي نظمت في 24 فبراير 1990 في أستديو تي أر تي بأنقرة. أثناء عام 1990 فقد كانت متسابقة من بين العديد من المتسابقات المشهورات بتركيا مثل : ايزيل شليك أوز، سيبال توزون، سفينجول بهادر، سيرتاب أيرنير، أويا كوتشمان، كايهان، دميت صغيرأوغلو، رويا أيرسافى، جاندان أرتشين وفاتح ايركوتش.
قامت تولاى سايجن بعرض أغنيتها من بين خمسة عشر أغنية، حيث حصلت على 12 درجة وذلك على أغنية (جولة في الزمان) ،التي قام بتلحينها سليم أنداك، وقام بمشاركتها الغناء عدالت جوزاى، أليف اوزتورك، شليك أريتشى. في عام 1990م حصلت أغنيتها (تحت قيد العيون) على جائزة في مسابقة الغناء العالمية في تركيا، والتي شاركها في اخراجها وتلحينها كاياهان، دميت ضغيرأوغلو.
قامت بأصدار ألبوم (يشرق العالم)، بعد صدور ألبومها الأول (جولة في الزمان)، ثم قامت بعد ذلك بأصدار ألبوم (أنت مهم)، والذي قام بأنتاجه (أنت مهم).
قامت نيلوفير التي أعجبت بأداء تولاى سايجن في مسابقة الأغنية العالمية بتركيا، بتعريفها بالمغنى المشهور رووف، ومقابلته في أنقرة. وقد كانت تولاى سايجن من أشهر المغنيات اللذين ظهروا في السنوات الأخيرة ولفتوا الأنظار إليهم، ولذلك عندما أستمعت إليها نيلوفير أعجبن بصوتها كثيرًا. وقد قامت نيلوفير التي شهدت على نجاح وتفوق تولاى سايجن، بتقديمها في إحدى البرامج، واشادت بها وبأدائها الفنى.
وقد بدأت تولاى سايجن ببدأت مشوارها الفنى مع نيلوفير، وذلك بأنتقالها إلى أسطنبول، بعد عملها لثمانى سنوات مع مجموعة أنجورا في أنقرة. وبناء على ذلك فقد قامت تولاى سايجن بالعمل كموسيقية، وعازفة لمدة 4 سنوات في ألبومات، وحفلات نيلوفير. وبمرور الوقت فقد عملت تولاى سايجن في ألبومات العديد من الفنانيين المهمين في تركيا.
وقد حصلت تولاى سايجن على المركز الأول في مسابقة موسيقى الحمامة البيضاء للسلام بأسطنبول، وذلك عن أغنية (جبال سيفدا هايكر)، التي قامت أوندر بيلجا بعمل موسيقتها، وقامت موتلو يولوج بكتابة كلماتها. وقد حصل على المركز الثاني في نفس المسابقة (صوات سونا)، أما المركز الثالث فقد حصلت عليه كل من أيزال-تشيلك-أيرجان ألا وهما مجموعة (ايزال شيلكوز، تشليك اريشتى، أرجال ساعتشى). وأثناء عام 1992 فقد كان من المتسابقين على ألبومات السولو المنفردة كل من : (جوشكون دمير، جولاى أيرلاب، ميلتيم تشكيران، ايرسان أيردورا).
قامت تولاى سايجن في أبريل 1994م فقد أصبحت واحدة من أهم العلامات الموسيقية في تاريخ تركيا، وقامت بأصدار أول ألبوم لها المعروف باسم ( اسيا 1994)، والذي قامت بانتاجة نيلوفير، وبعد ذلك قامت بتغيير اسمها في ضوء أعمالها الفنية وعرفت باسم (اسيا).
كانت من أهم الأغانى في هذا الألبوم كانت أغنية (عانيت بسببك)، والتي قام بتلحينها اونو تونوش، وقد حصلت بهذه الأغنية على نسب عالية في قائمة الأغانى والمبيعات في ذلك الوقت. وكانت من أهم الأغانى في هذا الألبوم تعود ألحانها إلى ملحن سنينا بوكسوى (بدونك)، وملحن ضياء مانتى ( العشق الرومانسى).
صدر الألبوم الثاني لاسيا في مايو 1996، وأول كليب لها (أنت خدعتنى) لمصطفى صندال. وقد كانت من أهم الأغانى في ألبومها، والتي حققت نسبة مبيعات عالية، وتخطت بها الأرقام القياسية، وقد كانت من أهم الأغانى الأخرى أغنية (المتمرد) لجوكهان كيردار، و(الفراق صعب) لدنيب بينجو، (لن أغفر) لجارو مايفان.
وقامت بأصدار ألبومها الثالث في عام 1999، وفي هذه الفترة تزوجت بشوقى كايجوسوز، وفي هذه الفترة أنجبت ابنتها (أصلى)، وفي يوليو 2002 فقد عادت بوضع موسيقى خاصة بها في ألبوم (لن أعود من طريقى).
أما كلمات الأغانى التي كتبتها اسيا، فقد قامت من خلالها بعمل ألبوم (العشق يجعلنى أجمل) مع جورسيل شاتين، وفي 19 أغسطس 2007 فقد أصبحت من أهم العلامات الموسيقية. بعد أن قامت اسيا بالتوقيع على ألبومها وانتاجه، واخراجه، فقد قامت بتسليم الإنتاج الموسيقى واخراج الألبوم إلى اوزجور بولدوم. وقد قام بتصوير أغنية (بمجرد ذهابك) من الألبوم الجديد في شارع بنوك كاراكوى.
وقد قامت بأصدار ألبومها الجديد (الحب يترك علامة) في 10 مارس 2014، وبهذا الألبوم قد حققت نسبة مبيعات عالية تخطت بها العديد من الأرقام القياسية.

## البرنامج التلفزيوني
قامت اسيا بتقديم برنامج موسيقى في قناة تي ار تي للموسيقى مع أنجين جوركاى. وقد كان موضوع هذا البرنامج الموسيقي الذي تم ذكره يدور حول تطور، وتقدم الموسيقى التي ظهرت وامتدت من حدود الإمبراطورية العثمانية، والتي تطورت واستمرت حتى الآن بمختلف اللغات واللهجات.

## أعمال اسيا الفنية

### ألبوماتها
- اسيا (1994)
- اسيا (1996)
- معصوم (1999)
- لن أعود من طريقى (2002)
- العشق يجعلنى أجمل (2007)
- العشق يجعلنى حر (2014)

### الأغانى المنفردة
- التصادف (2008)

### الجوائز
-الحصول على المركز الأول في مجال الموسيقي الشعبية التركية، بمسابقة الموسيقى بالثانوية عن الصحيفة القومية.
-الحصول على المركز الأول في مسابقة موسيقى الحمام الأبيض للسلام في كوساداسى عام 1992

## وصلات خارجية
- آسيا على موقع ميوزك برينز (الإنجليزية)
- آسيا على موقع ديسكوغز (الإنجليزية)
- -السيرة الذاتية لآسيا، أعمالها الفنية، وكلمات أغانيها
- -جريدة الصباح (1999)
- -عروض مايكل (2002)
- -حوار تركيا المباشر (2003)
- -حوار جريدة الصباح (2007)
- -جريدة الحرية ى(2007)
- -الحوار المنشور يوم السبت بجريدة زمان (2007)
- -مقابلة(2008)
- -مقابلة ( الاتجاه للشرق/السنوات مع عمر أوندر – 19.02.2009)
- -لغة الموسيقى (2010)